# かめりあ丸

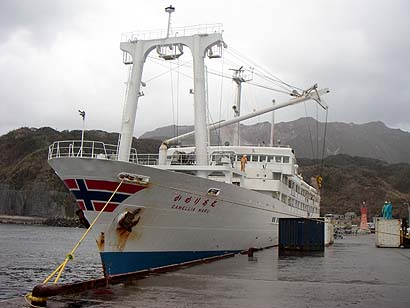
神津島港停泊中のかめりあ丸

かめりあ丸（かめりあまる）は、老朽化したふりいじあ丸の代替船として1986年（昭和61年）から2014年（平成26年）まで就航していた東海汽船の貨客船である。2代目さるびあ丸が就航するまでは東海汽船のフラッグシップを務めた。生活航路が主体だが夏季納涼船に転用する事も考慮したため、複数階の開放的な外部デッキが特徴的である。

## 概要
東京 - 伊豆大島 - 神津島航路、および東京 - 八丈島航路に就航していた。
船体の大きさは、かつての「すとれちあ丸」と同大の大きさであるが、旅客定員、貨物搭載量は減っている。
本船の特徴としてどの海域でもテレビ放送を鮮明に受信出来るように衛星放送テレビ受信装置を初めて装備している。また本船航路の利用者は、当船を「かめ」、「かめ丸」、（さるびあ丸は「さる」、「さる丸」）と通称する。
2013年、汗を流すことが出来るシャワールームが設置された。また、上級船室の追加と2等自由席の混雑時の場所取りによる不公平を無くすために指定席化に伴い全等室予約制となった。そのため船客定員が大幅に削減された。（2等自由席の一部を特2等室と2等椅子席に改造。2等自由席も絨毯床にテープを張り自席兼就寝スペースを確保し同時に席番号を導入）ただし、船室が満員でも通路やパブリックスペース、または外部甲板上で過ごす事も可能であり、俗に言われる「席無し券」を購入しての乗船も可能である。
2011年11月9日、東海汽船は本船の代替船として5,700総トン型の貨客船を新造すると発表した。 2014年7月就航の3代目橘丸竣工に伴い、2014年6月8日の航海を最後に28年間の営業航海終了。6月10日に回航のため竹芝桟橋出港をもって退役した。その後、本船は建造された内海造船瀬戸田工場に係留され、橘丸の万が一の際に備え待機した。2014年8月下旬、インドネシアの船会社に売船され、船名が「ADITHYA」に書き換えられ、インドネシアに向けて回航の途についた。現在スラウェシ・カリマンタン島周辺にて就航中。

## 航路
- 東京 - 大島 - 神津島航路
  - 東京・横浜 - 伊豆大島 - 利島 - 新島 - 式根島 - 神津島

※横浜経由は、往路金・土曜日、復路土・日曜日（夏期を除く）のみ
- 東京 - 三宅島 - 御蔵島 - 八丈島航路
  - 東京 - 三宅島 - 御蔵島 - 八丈島

上記2航路のいずれに配船されていた。

## その他
- OPEN SESAME (漫画)の第1話において、主人公が静岡県波島（この地名は実在しない）を離れ東京に転校する時に乗船する船としてかめりあ丸に酷似した船に乗って島を後にする（作中ではがめりあ丸と表記されている、船容、船首や煙突のファンネルマークなども実船と同様に描写されている)）。
- 夏色キセキの第8〜9話において、主人公達が八丈島に旅行に行く時に乗船する船として、往路復路共にかめりあ丸が実名で使用された
- 2014年3月18日に発生したコンテナ船と貨物船の衝突事故の際、事故で投げ出された貨物船の乗組員4人の人命を救助した功績で、2015年春の褒章で乗組員に褒状（紅綬褒章）が贈られた[5][6]。